# Gianni Realini
Gianni Realini (* 18. August 1943 in Sorengo) ist ein Schweizer Maler, Zeichner und Kunstpädagoge. Sein Werk umfasst Malerei, Zeichnungen, Lithografien, Radierungen, Wandmalerei, Mosaike und Kunst am Bau.

## Leben und Werk
Gianni Realini besuchte die Malschule am Schulzentrum für künstlerische Industrien (CSIA) in Lugano. Anschliessend holte er sich das Diplom und unterrichtete an der Schule und ab 1990 auch an der Fachhochschule Südschweiz (SUPSI).
Seine erste Ausstellungen fand in Lugano 1964, gefolgt von einer zweiten 1965 statt. 1968 erhielt er ein Eidgenössisches Kunststipendium. Dieses ermögliche es ihm die Académie de la Grande Chaumière in Paris zu besuchen. Wieder in Lugano unternahm er verschiedene Studienreisen durch Europa. 
Realini stellte seine Werke in zahlreichen Gruppen- und Einzelausstellungen im In- und Ausland aus. So beteiligte er sich u. a. an der grossen Wanderausstellung «Die Schweizer Zeichnung 1970–1980». Sowie 1998 an der 3. Triennale des Originaldrucks im Kunstmuseum in Le Locle.
Realini war von 1996 bis 1999 Präsident der Sektion Tessin der Visarte und von 2000 bis 2008 Mitglied der kantonalen Kunstkommission. Seine Werke sind im Tessin in zahlreiche Sammlungen vertreten.
Gianni Realini lebt in Agno und arbeitet in Barbengo.